# Tachydromia vladimiri
Tachydromia vladimiri är en tvåvingeart som beskrevs av Igor Shamshev 1994. Tachydromia vladimiri ingår i släktet Tachydromia och familjen puckeldansflugor.
Artens utbredningsområde är Mongoliet. Inga underarter finns listade i Catalogue of Life.